# Abraham Lincoln: Vampire Hunter
Abraham Lincoln: Vampire Hunter är en amerikansk film från 2012 i regi av Timur Bekmambetov. Filmen är baserad på boken Abraham Lincoln, Vampire Hunter och handlar om Abraham Lincoln, den sextonde presidenten i USA.

## Handling
När president Lincolns mamma mördas av en övernaturlig varelse ger han sig in i kampen mot vampyrer och deras medhjälpare. 